# Jùjú
Jùjú is dansmuziek uit Nigeria die haar wortels heeft in de traditionele (op drums gebaseerde) muziek van de Yoruba, de grootste etnische groep van het land. Het is er al een halve eeuw de meest populaire muziek. Belangrijke jùjú-muzikanten zijn King Sunny Adé en Chief Ebenezer Obey.
De muziek wordt gespeeld door grote ensembles met gitaristen en percussionisten die talking drums bespelen. De gitaristen spelen complexe melodieën tegen de achtergrond van de drums. De teksten worden ontleend aan de orale traditie van de Yoruba (onder meer gedichten en spreekwoorden).
Jùjú ontstond in de jaren twintig uit de Yoruba-drummuziek en palmwine-muziek. De eerste muzikant die zijn muziek zo noemde, was Tunde King, die met Ojoge Daniel een van de eersten was die jùjú-platen opnam. Deze muziek werd pas echt populair na de Tweede Wereldoorlog met de komst van elektrische geluidsversterkers. Tunde Nightingale was de eerste ster, gevolgd door I.K. Dairo die het ensemble vergrootte naar een man of tien. Midden jaren zestig werden King Sunny Adé en Chief Ebenezer Obey de belangrijkste musici.
Adé en Ebenezer Obey werden echte concurrenten die elkaar probeerden te overtreffen: elke plaat werd hun orkest iets groter, met steeds meer instrumenten (zo introduceerde Adé de pedal steel-gitaar), en de songs werden steeds langer. Hun concurrentie leidde tot een bloeitijd van de jùjú, waarin honderden muzikanten naar populariteit streefden. De muziek werd ook beïnvloed door stijlen als funk, reggae en Afrobeat. In de jaren tachtig beleefden Obey en Adé kortstondig populariteit in het buitenland, waar hun platen door grote maatschappijen werden uitgebracht. Halverwege de jaren tachtig was de grote bloeitijd van jùjú voorbij, maar Adé en Obey maken nog steeds af en toe platen.